# Hewlett Johnson
 (août 2015).
Si vous disposez d'ouvrages ou d'articles de référence ou si vous connaissez des sites web de qualité traitant du thème abordé ici, merci de compléter l'article en donnant les références utiles à sa vérifiabilité et en les liant à la section « Notes et références ».
Hewlett Johnson (25 janvier 1874 - 22 octobre 1966) est un prêtre anglais de l'Église d'Angleterre. Il est doyen de Manchester puis de Canterbury, où il acquiert son surnom « The Red Dean of Canterbury » pour son soutien inébranlable à l'Union soviétique et ses alliés.

## Jeunesse
Johnson est né en Kersal, troisième fils de Charles Johnson, un fabricant de câble et sa femme Rosa, fille du révérend Alfred Hewlett. Il fait ses études à The King's School, Macclesfield et est diplômé de l'Owens College, Manchester en 1894 avec un degré de B.Sc. dans le génie civil.
Il travaille de 1895 à 1898 à l'usine de wagon dans Openshaw, Manchester, où deux de ses collègues lui présentent le socialisme, puis devient un membre associé de l'Institut des Ingénieurs Civils. Après avoir décidé de faire un travail de mission pour le Church Missionary Society, il entre au collège de Wycliffe Hall, à Oxford en 1900 et, plus tard fréquente le Wadham College. La société le rejette en raison de ses vues théologiques de plus en plus libérales alors il se concentre sur sa formation à la prêtrise et est ordonné en 1904.
Il devient prêtre en 1905, puis en 1908, vicaire de St Margaret, Altrincham. Lui et sa première femme organisent des camps de vacances pour les enfants pauvres et, au cours de la Première Guerre mondiale, un hôpital pour le retour des soldats blessés dans la ville. Pour ses vues non conventionnelles sur la guerre, il est refusé pour un emploi d'aumônier de l'armée en service actif, mais il officie dans un camp de prisonniers de guerre dans sa paroisse. Il devient chanoine de la cathédrale de Chester en 1919 et doyen rural de Bowdon, dans les environs où se trouve sa paroisse, en 1923.
Johnson est placé sous surveillance par le MI5 en 1917 quand il parle à Manchester de l'appui de la révolution d'Octobre. Bien qu'il n'ait jamais rejoint le Parti communiste, il devient président du conseil de son journal, The Daily Worker. Ses opinions politiques sont impopulaires, mais son travail acharné et ses compétences pastorales le conduisent à être nommé doyen de Manchester par Ramsay MacDonald en 1924 puis de Canterbury en 1931.

## Le Sixième Socialiste du Monde
Johnson se fait connaître du grand public dans les années 1930 quand il oppose le développement économique de l'URSS à celui du premier plan quinquennal en Grande-Bretagne pendant la Grande Dépression. Il visite l'Union soviétique en 1934 et à nouveau en 1937, et écrit des rapports sur chaque voyage notamment sur la santé et la richesse du citoyen soviétique moyen en prônant que le système soviétique a protégé les libertés des citoyens. Il publie un recueil de ses articles dans le livre Le Sixième Socialiste du Monde (Gollancz 1939; publié aux États-Unis en tant que puissance soviétique en 1941) qui contient une préface sur le renégat brésilien de l'évêque catholique Carlos Duarte Costa. Ses observations et vues attirent de nombreuses critiques de commentateurs qui affirment que l'Union soviétique dans les années 1930 est en fait une société totalitaire oppressive avec peu ou sans caractéristique particulière. Pourtant, Johnson défend ses positions vis-à-vis de l'Union soviétique, en soulignant qu'il a visité "cinq républiques soviétiques et plusieurs grandes villes soviétiques", qu'il a erré à pied "de longues heures à plusieurs reprises et tout seul», et qu'il a vu "toutes les parties des différentes villes et villages et à toutes les heures du jour et de la nuit". Il est apparu plus tard que la plupart des livres ont été copiés mot pour mot du matériel de propagande pro-soviétique produit par des organisations telles que la Société des Relations culturelles avec l'URSS dont Johnson est président.

## La Seconde Guerre mondiale
Pendant la période de l'opération du pacte Molotov-Ribbentrop, Johnson continue à soutenir la ligne soviétique malgré le fait que la Grande-Bretagne est en guerre avec l'Allemagne et il est accusé de répandre la propagande défaitiste. Cependant, en suivant la ligne soviétique, il soutient l'effort de guerre après que l'Allemagne nazie envahit l'URSS en 1941, malgré son dossier le MI5 signale qu'il est jugé "indésirable pour le doyen de Canterbury à être autorisé à donner des conférences aux troupes".
Johnson est sans doute un des plus importants dirigeants de l'Église de l'Ouest au cours de la Seconde Guerre mondiale, dont on dit qu'ils ont persuadé Joseph Staline pour rétablir le Patriarcat de Moscou. Staline est convaincu qu'une telle initiative permettrait d'améliorer ses relations avec les Alliés occidentaux.

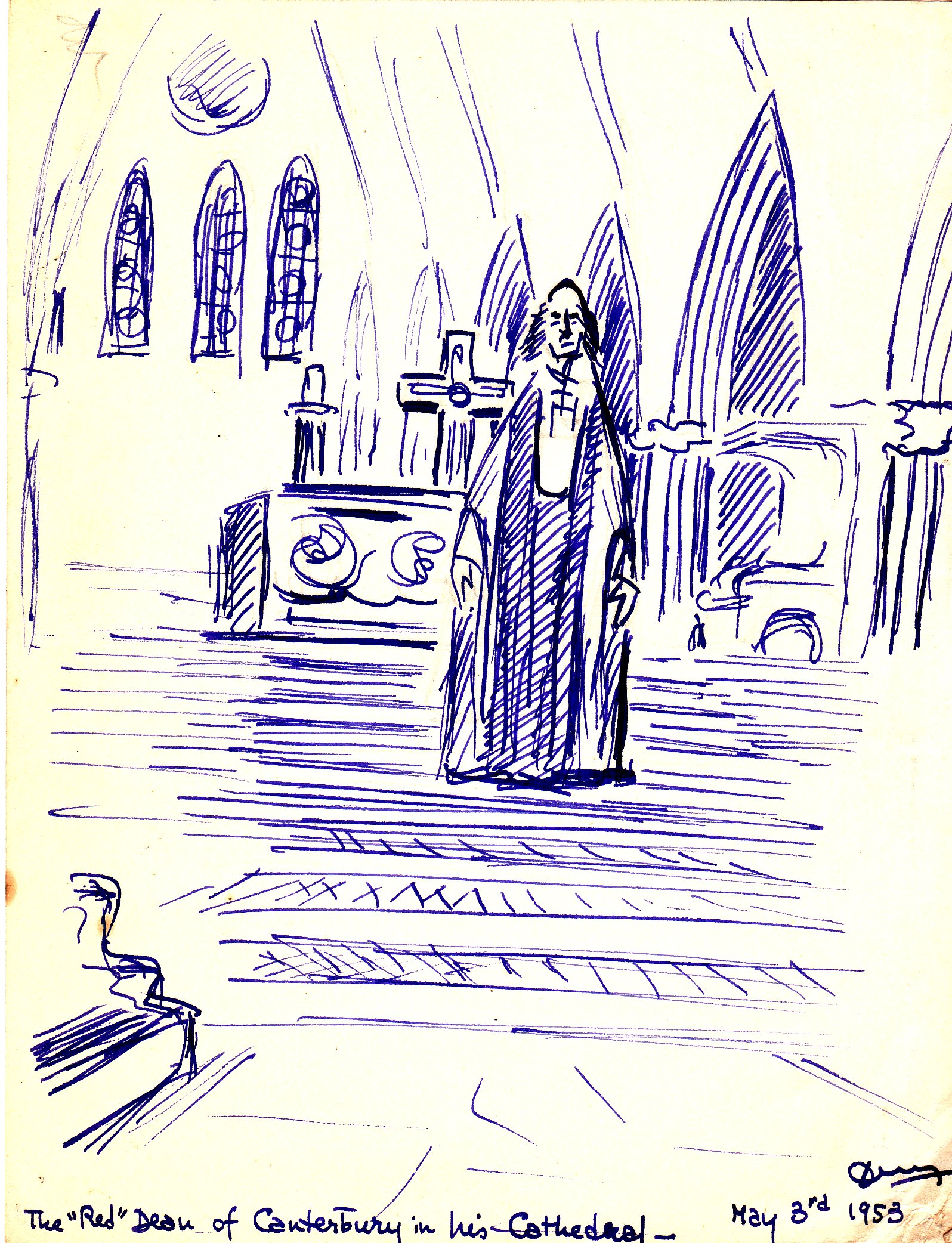
Caricature de "The red dean" en 1953

## Après-guerre
À la fin de la guerre Johnson reçoit l'Ordre du Drapeau Rouge du Travail, en reconnaissance de son "travail remarquable en tant que président de la commission mixte pour l'aide soviétique», et en 1951 reçoit le Prix Lénine pour la paix. Après la guerre, Johnson continue à utiliser sa position publique pour exposer ses vues pro-soviétiques. De 1948, il est le chef de l'Organisation de l'Amitié Grande-Bretagne-URSS. Cependant, son influence commence à décliner, en particulier après que la sympathie du public pour l'URSS en Grande-Bretagne a diminué de façon spectaculaire après l'invasion soviétique de la Hongrie en 1956. Les activités pro-communistes de Johnson sont particulièrement gênantes pour le gouvernement britannique, puisque les étrangers ont tendance à confondre Johnson le doyen de Canterbury avec l'archevêque de Canterbury. 

## Vie personnelle
Johnson est marié deux fois. Alors qu'il est encore étudiant à Oxford, il épouse en 1903 Marie, fille de Frederick Taylor, marchand, de Broughton Park, Manchester. Le couple n'a pas d'enfants et elle succombe à un cancer en 1931. Il se remarie en 1938 avec Nowell Marie, fille de son cousin George Edwards (un autre pasteur anglican), avec qui il a deux filles. 

## Fin de vie
Johnson prend sa retraite de doyen de Canterbury en 1963, l'année de son 89e anniversaire, et s'installe dans la ville, où il vit à la Maison Rouge à New Street. Tout en maintenant son intérêt pour les développements communistes du monde, il engage des recherches psychiques et achève avant sa mort, son autobiographie, Searching for Light (publié à titre posthume en 1968). Il est mort, à l'hôpital de Kent et Canterbury en 1966 à 92 ans, et est enterré dans le Cloître Garth à la cathédrale de Canterbury.